# わいるど☆ぴっち
『わいるど☆ぴっち』は、まりお金田による日本の漫画作品。『ウルトラジャンプ』（集英社）2005年11月号から2007年9月号まで連載された。単行本は全3巻。

## ストーリー
桜庭健司は強豪で知られる福山実業高校野球部のエースピッチャーだったが、友人に怪我をさせてしまったことで自責の念に駆られ「二度と野球はしない」と誓って嶋咲高校へ転校した。ところが、下宿先の娘・間宮イツカは野球部を設立すべく部員集めに走り回っており、健司も強引に野球部へ加入させられてしまう。

## 登場人物
桜庭 健司（さくらば けんじ）
主人公。強豪・福山実業にスポーツ推薦で入学するが、友人に怪我をさせてしまい、責任を取って嶋咲高校へ転校する。その際、野球部のマネージャー・京香に「二度と野球はしない」と約束するが、下宿先の娘・イツカの強引極まりない勧誘で嶋咲高校野球部のメンバーにされてしまう。二度の骨折をするなどしている。
間宮 イツカ（まみや イツカ）
ヒロイン（本人は自分が主人公であると主張）。健司の下宿先である間宮家の一人娘。嶋咲高校野球部を同好会から正式な部に昇格させるべく東奔西走しているが、野球のルールはよく知らない。健司のことを振り回している。
朝倉 京香（あさくら きょうか）
福山実業野球部マネージャー。友人に怪我をさせてしまった健司を責め立てた過去を持つ一方、健司の最大の理解者であると自負している。転校した健司と偶然、再会するが健司が嶋咲高校野球部に入ったことを知り、複雑な反応を見せる。重度のヤンデレ。
金成 千歳（かなり ちとせ）
イツカの中学時代からの親友（やや百合志向）。家はスーパーを経営しており、金銭感覚が非常にシビア。野球にはまるで興味が無く、同好会を部に昇格させて部費を獲得する為にマネージャーを引き受けている。
風見 紀明（かざみ のりあき）
風紀委員で、あだ名は「風紀丸（ふうきまる）」。正式な部でもないのに部室を占拠している野球部を部室棟から追い出す使命を負っているが、イツカに惚れているため使命を果たせずにいる。そのうえ、半部員扱いで合宿に参加したりもする。自他と共に認めるイツカのストーカー。
矢島 伸太郎（やじま しんたろう）
元サッカー部員。体が小さく、サッカー部でお荷物扱いされていたことを気に病み窓から飛び降りようとしていた所を健司に止められ、野球部員となる。健司を「アニキ」と慕っている。
小津 薫（おづ かおる）
女子テニス部のエース。生徒会副会長でもあり、正式な部でもないのに部室を占拠している野球部に対して事あるごとに難癖を付けるのが主な役割。
安藤 礼（あんどう れい）
女子テニス部所属。薫のとりまきで、生徒会では書記。自分では半分が優しさ、半分が悪意できていると言っている。
麻里井 杏（まりい あん）
生徒会長。嶋咲高校女子テニス部をリードした功績により「終身名誉プレーヤー」の称号を与えられている。
一文字 遥（いちもんじ はるか）
野球部の廃部を免れるため、強引に顧問へ就任させられた先生。極度の酒豪で、酒が切れると暴れ出す。とある出来事をきっかけに健司に惚れ込んでいて生徒と教師の一線を越えようとする。
アスカちゃん
「ちゃん」を含めてフルネーム。イツカが合宿で拾ってから部室で飼っているコウガイビルの世話をするため、千歳が廃材をかき集めて作ったアンドロイド。ピッチングマシーンを内蔵しており、時速200キロの剛速球を発射することが可能。「…デアルマス」が口癖。
ロビィ
女子テニス部がアスカちゃんに対抗して開発したアンドロイド。華麗なレイピア裁きで立ちはだかる相手を切り刻む。
松山（まつやま）
福山実業野球部員。親友であった健司の不注意で負傷してしまう。本編には長らく登場しなかったが、第19球で健司と再会。1年以上入院し続けているが、部活動中の怪我ではなく退院間近になると階段で足を滑らせたりして以前より酷い怪我をするためらしい。なお、第11球では健司と京香の会話において「山内（やまうち）」と呼ばれている。
りおね
京香が開発し、嶋咲高校野球部へ送り込んだ妹型アンドロイド。普段は泣いてばかりだが、人工知能はアスカちゃんやロビィよりも高性能らしい。
マミ・エミ
イツカの従妹である双子姉妹。びっくりするとその場にある物に変身してしまう能力を持つが、自分で能力を制御することは出来ない。本来は、本作の連載前に『ウルトラジャンプ』でシリーズ掲載された『めたっ!!』（第3巻に収録）の主人公。

## 単行本
1. 2006年8月23日初版 ISBN 9784088771403
2. 2007年3月24日初版 ISBN 9784088772417
3. 2007年10月24日初版 ISBN 9784088773469